# SKL-Deponie Westerhüsen

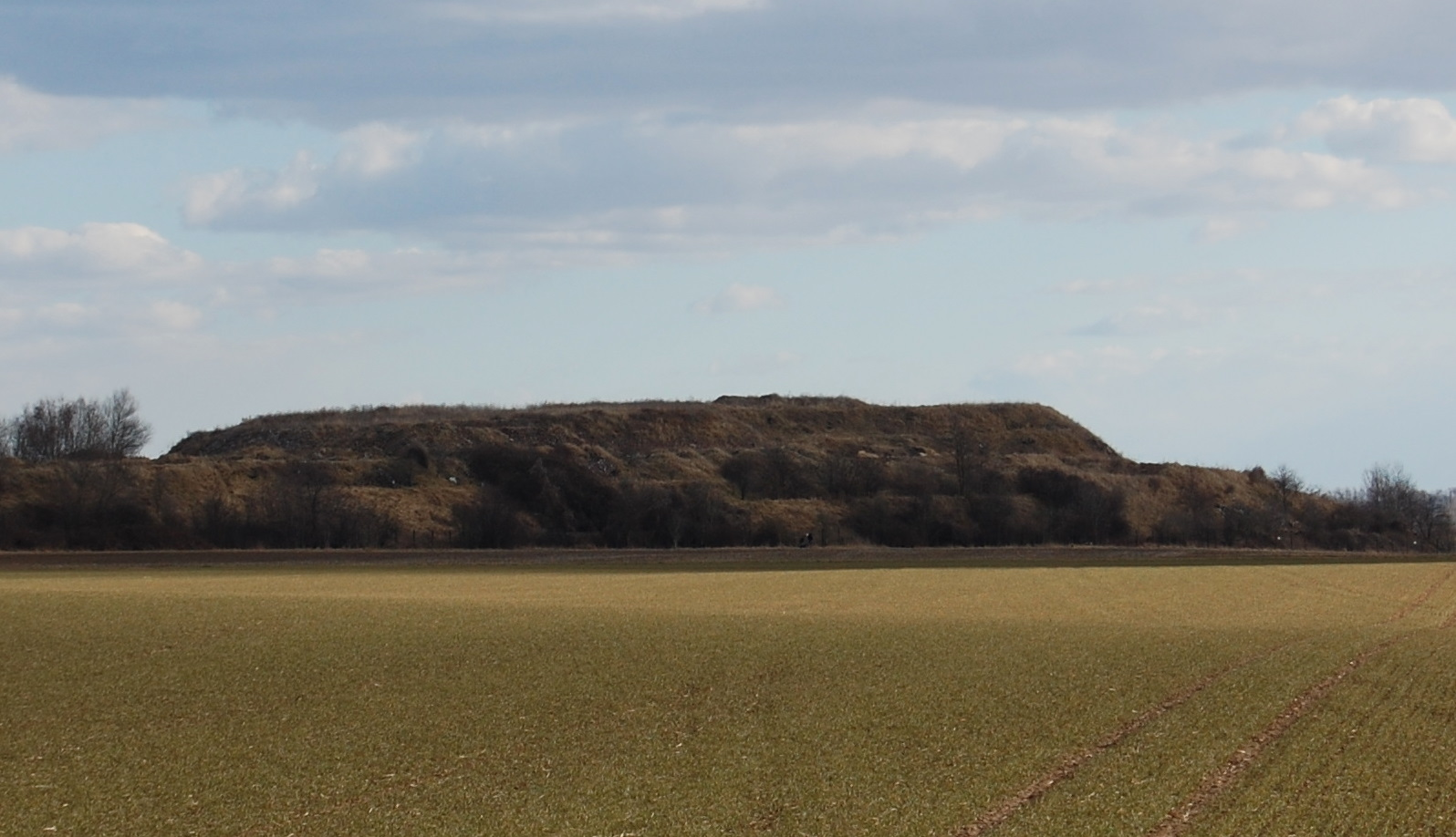
SKL-Deponie Westerhüsen, Blick von Norden, März 2011

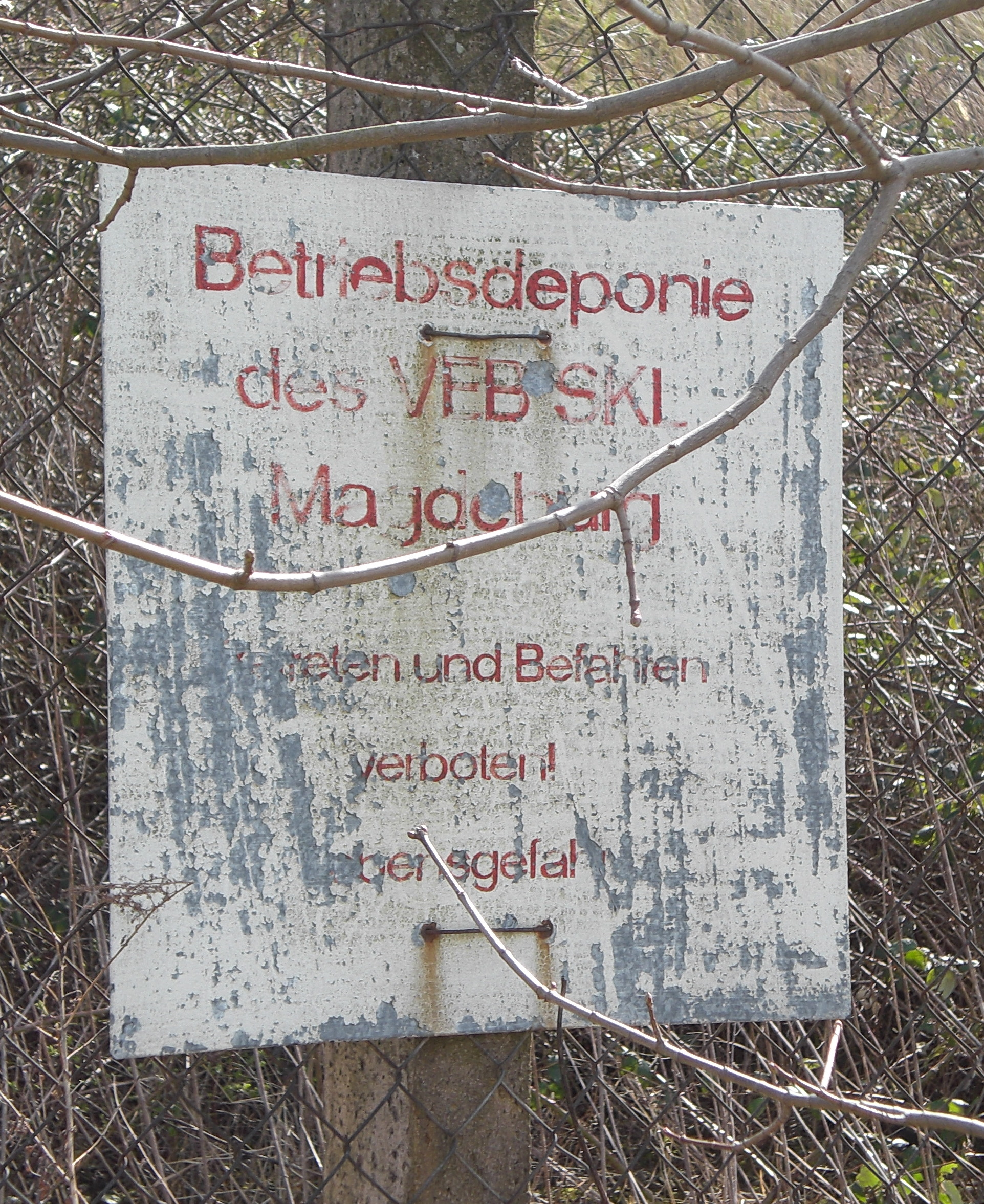
Schild an der Nordseite der Deponie, 2008

Die SKL-Deponie Westerhüsen ist eine auf eine Deponie zurückgehende Erhebung im zur Stadt Magdeburg gehörenden Stadtteil Westerhüsen.
Südwestlich des Höhenzuges Wellenberge an der Straße Am Wellenberge betrieb in der Zeit der DDR der in Magdeburg-Salbke ansässige Maschinenbaubetrieb VEB Schwermaschinenbau „Karl Liebknecht“ (SKL) eine Mülldeponie. Anfang der 1990er Jahre wurde der Betrieb der Deponie eingestellt.
Im Jahr 2004 übernahm die MDSE Mitteldeutsche Sanierungs- und Entsorgungsgesellschaft mbH das Eigentum. Die MDSE führt bis 2012 eine Rekultivierung der Deponie durch. Hierbei wird eine 1,35 Meter starke Bodenschicht auf die Deponie aufgebracht, um so das Eindringen von Wasser in den Deponiekörper und die Ausspülung von Giftstoffen in das Grundwasser zu unterbinden. Zuvor soll die Oberfläche der Deponie so gestaltet werden, dass bestimmte Neigungsgrade nicht überschritten werden. Zur Vorbereitung der Maßnahmen wurde ab Anfang Januar 2011 der bis dahin über etwa 20 Jahre hinweg entstandene Gehölzbewuchs in erheblichen Teilen entfernt, was zu Anwohnerprotesten führte. Nach Abschluss der Sanierung ist die Neuanpflanzung einheimischer Laubgehölze geplant. Die Deponie soll dann den natürlichen Prozessen überlassen bleiben, wodurch eine Anpassung an die benachbarten Höhenzüge Wellenberge, Frohser Berg und Sohlener Berge erhofft wird.